# Марина Рагуш
Марина Рагуш (8. јул 1969, Београд, СФРЈ) је српска политичарка. Била је посланица у Народној скупштини Републике Србије, у посланичкој групи Српске радикалне странке, a 2024. године је изабрана за потпредседницу Народне скупштине Републике Србије.
Завршила је Дванаесту београдску гимназију, а затим уписала Факултет политичких наука Универзитета у Београду. За време студирања се истакла као борац за права студената, па је убрзо постала студент продекан. Радила је као новинар, водитељ и аутор у неколико редакција београдских новина и радио-телевизијских станица. Од 2008. године је била народни посланик као члан Српске радикалне странке и члан комитета за одбрану Војислава Шешеља. За парламентарне изборе 2020. она је кандидат на листи Српског патриотског савеза Александра Шапића. Утапањем СПАС-а у СНС у мају 2021. године учланила се у Српску напредну странку.